# Дирутенийпентанеодим
Дирутенийпентанеодим — бинарное неорганическое соединение
неодима и рутения
с формулой Nd5Ru2,
кристаллы.

## Получение
- Сплавление стехиометрических количеств чистых веществ:

{\displaystyle {\mathsf {5Nd+2Ru\ {\xrightarrow {915^{o}C}}\ Nd_{5}Ru_{2}}}}

## Физические свойства
Дирутенийпентанеодим образует кристаллы
моноклинной сингонии, пространственная группа C 2/c, параметры ячейки a = 1,6295 нм, b = 0,6509 нм, c = 0,7342 нм, β = 96,67°, Z = 4
.
Соединение конгруэнтно плавится при температуре 915°C .